# 246153 Waltermaria
246153 Waltermaria è un asteroide della fascia principale. Scoperto nel 2007, presenta un'orbita caratterizzata da un semiasse maggiore pari a 2,4633775 UA e da un'eccentricità di 0,1748880, inclinata di 1,85159° rispetto all'eclittica.
L'asteroide è dedicato a Walter E. B. Mazzucato e Maria L. Pozzi, genitori di Michele Mazzucato, uno degli scopritori.